# 八幡前駅 (京都府)
八幡前駅（はちまんまええき）は、京都府京都市左京区にある叡山電鉄鞍馬線の駅。駅ナンバリングはE09。

## 歴史
- 1928年（昭和3年）12月1日：鞍馬電気鉄道の駅として開業[2]。
- 1942年（昭和17年）8月1日：会社合併により京福電気鉄道鞍馬線の駅となる[2]。
- 1944年（昭和19年）11月10日：当駅を含む山端（現在の宝ケ池） - 二軒茶屋駅間が、戦争に伴う資材供出のため単線化[2]。
- 1958年（昭和33年）4月9日：当駅を含む宝ケ池 - 岩倉駅間が再複線化[2]。
- 1986年（昭和61年）4月1日：京福電気鉄道が鞍馬線を叡山電鉄に譲渡、叡山電鉄鞍馬線の駅となる[2]。

## 駅構造
相対式ホーム2面2線を持つ無人駅。両ホームとも出町柳側・鞍馬側の南北両側に出入り口がある。北側は一般道の踏切で、南側は構内踏切で両ホームを結んでいる。ホームをほぼすべて覆う上屋が設置されている。また、駅名の由来となった近隣の三宅八幡宮にちなみ、柵や上屋の柱は朱色に塗られていたが、上屋の柱は後に塗り替えが行われた。当駅は三宅八幡宮への最寄り駅であるが、表参道は叡山本線の三宅八幡駅側である。
上下ともにバリアフリーには対応していない。ホームまで階段のみのため、車椅子等での利用には介助者が必要となる。

### のりば
| 番線 | 路線    | 方向 | 行先               |
| ---- | ------- | ---- | ------------------ |
| 西側 | ■鞍馬線 | 下り | 貴船口・鞍馬方面   |
| 東側 | ■鞍馬線 | 上り | 宝ケ池・出町柳方面 |

※案内上ののりば番号は割り当てられていない。

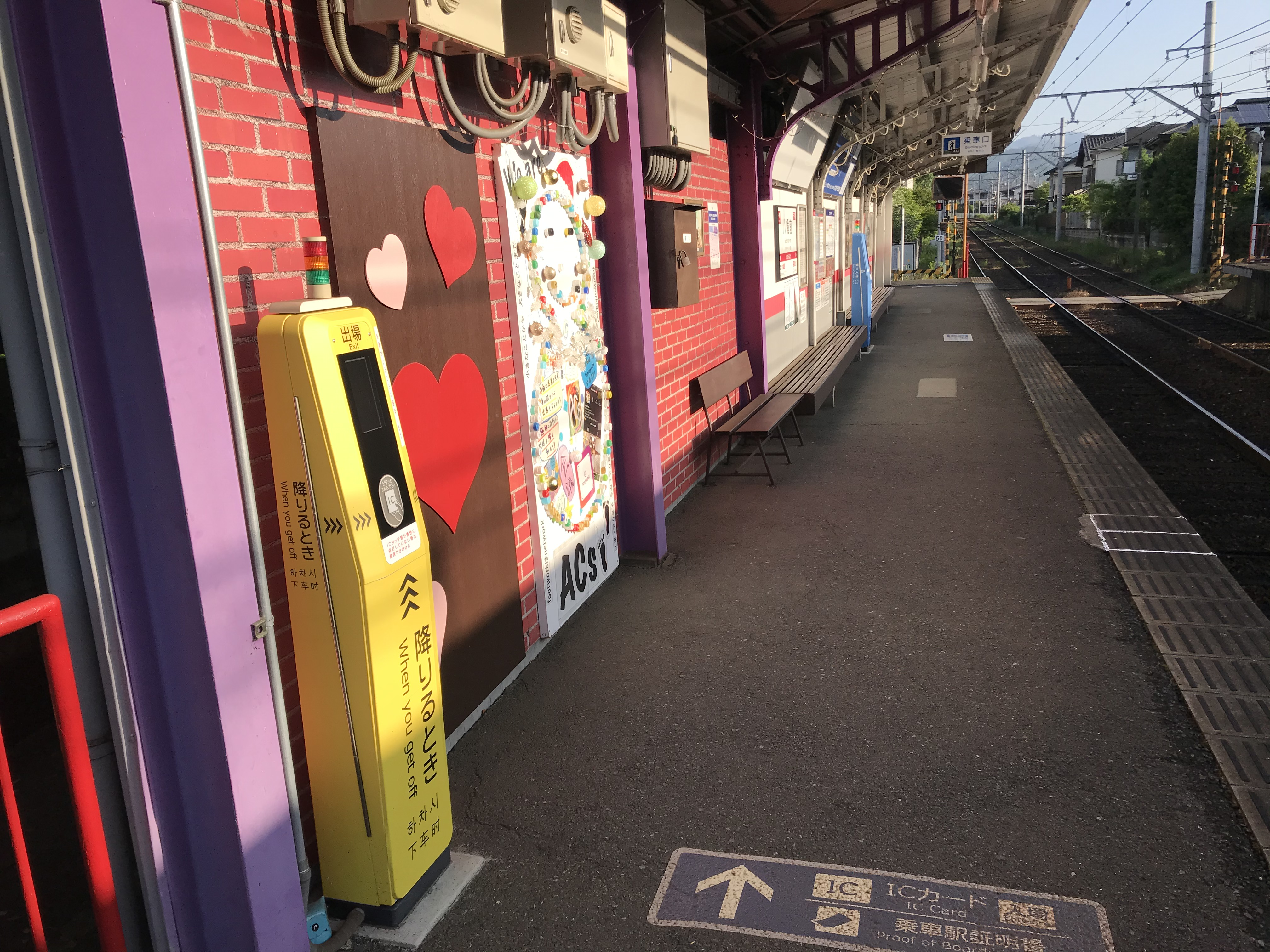
鞍馬方面のりば
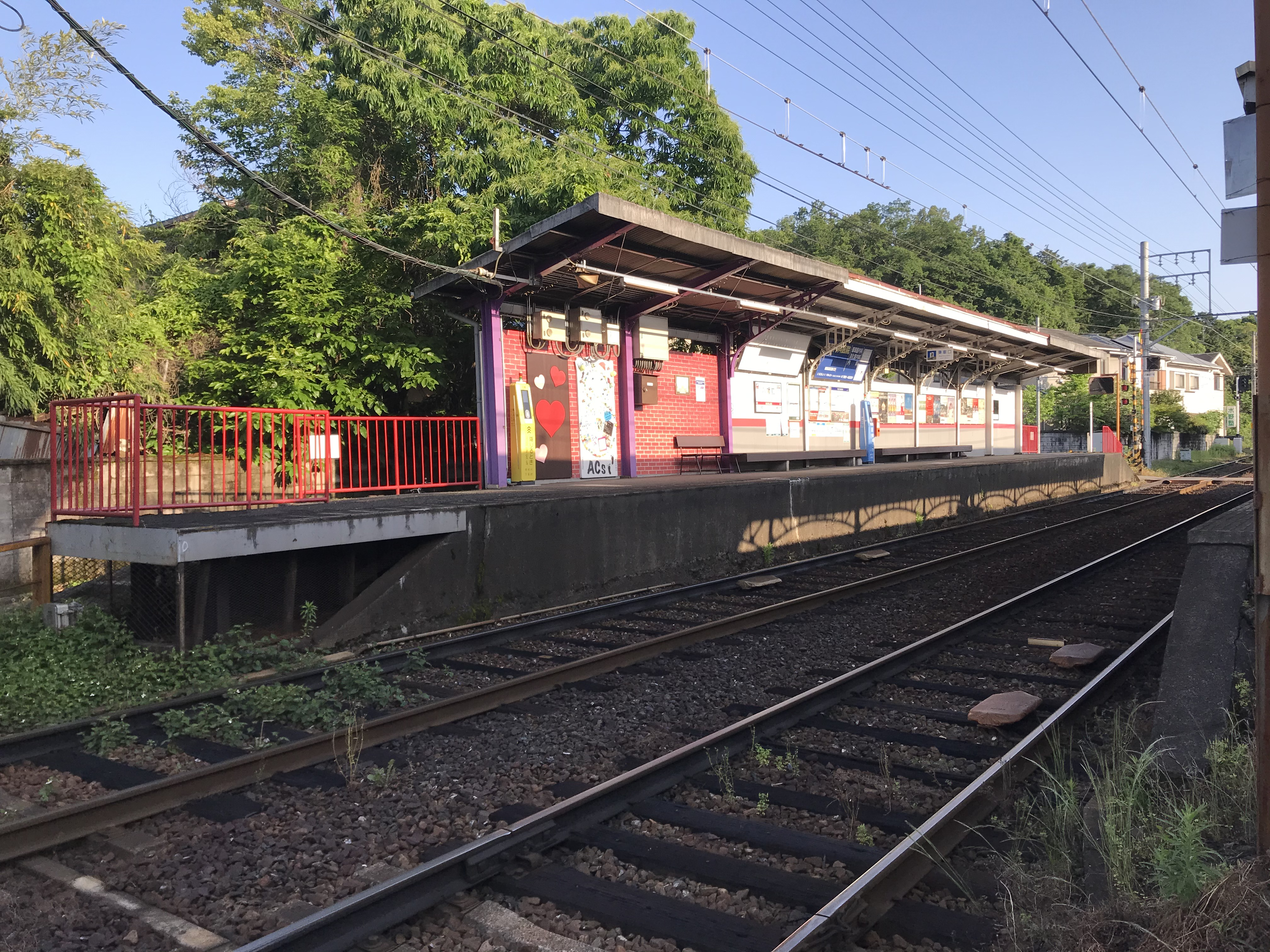
出町柳方面のりば
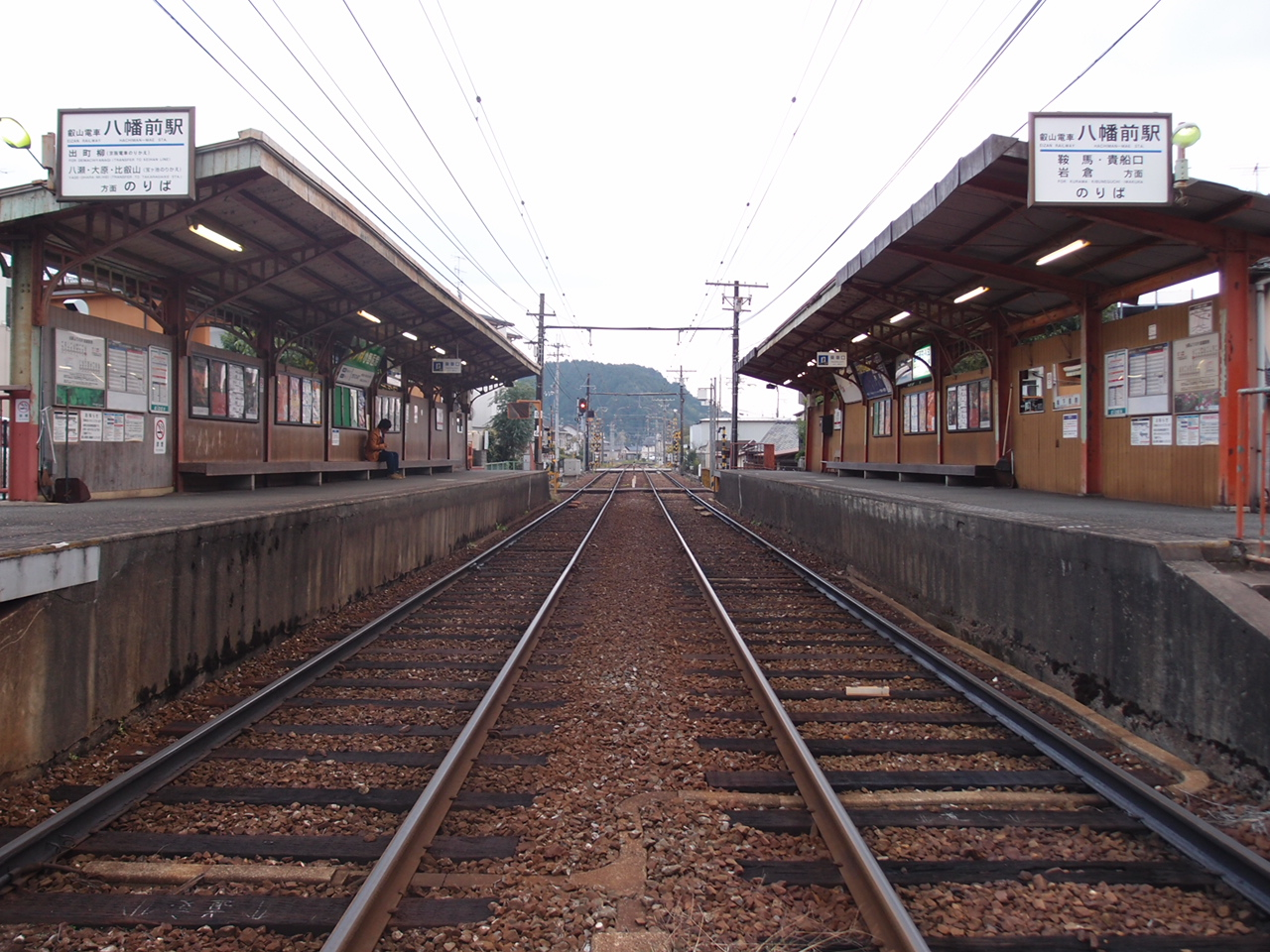
駅全景（2012年10月。柱の色が朱色だった頃（踏切から撮影））

## 駅周辺
住宅街にあり、近隣には寺院や教育機関がある。
- 同志社中学校・高等学校
- 同志社小学校
- 岩倉こひつじ保育園
- 高樹院
- 三宅八幡宮
- おかいらの森（小野瓦窯跡）[3]
- 長谷八幡宮御旅所
- 京都銀行三宅八幡支店
- 宝ヶ池通
- 京都府道105号岩倉山端線

## バス路線
京都府道105号線沿いに京都バス「岩倉三宅町」停留所がある。なお、同事業者の「八幡前」停留所は駅前ではなく1つ北でより本殿に近い位置にある。
北行
- 21・23・24系統:岩倉実相院行
- 26・41・43・46系統：岩倉村松行

南行
- 21・41系統：花園橋・高野橋東詰・出町柳駅・府立医大病院・河原町三条 経由 四条河原町行
- 24・26系統：国際会館駅行
- 45系統：洛北高校前・北大路駅・烏丸通り 経由 京都駅行
- 46系統：・洛北高校 経由 北大路駅行
- 花園橋・高野玉岡町 経由 高野車庫行

## その他
- 2013年（平成25年）1月7日より「八幡前駅プロジェクト」と称し、当駅を通学で使用する同志社中学校の生徒有志が叡山電鉄と協同して駅の修繕に取り組む活動が行われている[4]。京都市営地下鉄烏丸線の開業以降利用者が減少した当駅を魅力ある存在にしようとするもので、これまでに駅設備の塗装および壁新聞の掲出、クリスマス期のデコレーションの実施などの取り組みが行われた[4][5][6]。

## 隣の駅
叡山電鉄
■鞍馬線
宝ケ池駅 (E06) - 八幡前駅 (E09) - 岩倉駅 (E10)
- 括弧内は駅番号を示す。